# کتاب دعا

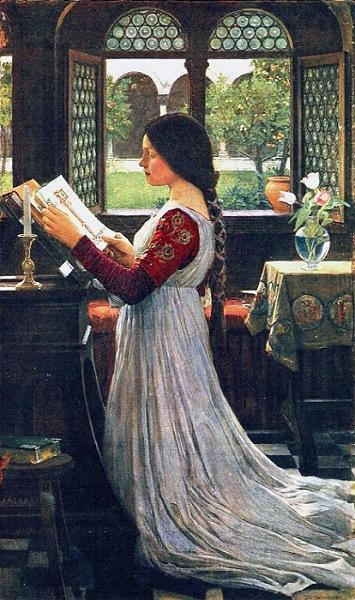
"کتاب دعا اثر جان ویلیام واترهاوس

کتاب دعا کتابی وابسته به آثار نیایش‌سرایانه کاتولیکان است که دربرگیرندهٔ همهٔ شیوه‌نامه‌ها و دستورهای آیین عشای ربانی می‌باشد.